# Mesa del Congrés dels Diputats
La Mesa del Congrés dels Diputats és l'òrgan rector de la cambra legislativa espanyola Congrés dels Diputats. És la representant colegiada del Congrés als actes que assistisca.

## Composició
La Mesa està formada pel President del Congrés dels Diputats, qui presideix la Mesa, més quatre vicepresidents i quatre secretaris.
Els quatre vicepresidents són triats simultàniament mitjançant una votació secreta. El vot consisteix que cada diputat escriu un sol nom en una paperet. Els quatre amb més vots són elegits vicepresidents. La seua funció és substituir al president del congrés en cas d'absència.
Els secretaris són triats mitjançant el mateix procediment i s'encarreguen de supervisar i autoritzar, amb el vist-i-plau del President, les actes de les sessions plenàries, de la Mesa, de la Junta de Portaveus i els certificats. Assisteixen al President durant les sessions i durant els treballs de la cambra.

## Funcions
Les funcions de la Mesa són les següents:
- Elaborar projectes de pressupostos del Congrés.
- Ordenar les despeses del Congrés.
- Qualificar els escrits i documents parlamentaris segons marquen els reglaments.
- Programar línies d'actuació.
- Fixar el calendari de les activitats del Ple i les Comissions del Congrés.
- Coordinar els treballs dels òrgans del Congrés.